# Bertha von Suttner

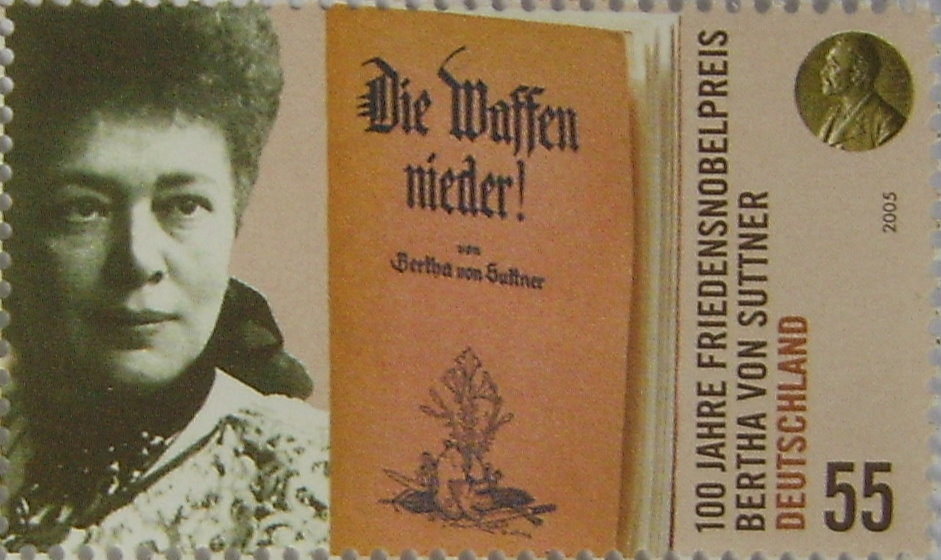
Một tem thư Đức tưởng niệm Bertha von Suttner.

Bertha Felicitas Sophie Freifrau von Suttner (Nữ nam tước Bertha von Suttner, Gräfin (Nữ bá tước) Kinsky von Wchinitz und Tettau; 9 tháng 6 năm 1843 – 21 tháng 6 năm 1914) là một tiểu thuyết gia người Áo, một người theo chủ nghĩa hòa bình và là phụ nữ đầu tiên đoạt giải Nobel Hòa bình.

## Tiểu sử
Suttner sinh tại Praha là nữ nam tước Kinsky von Wchinitz und Tettau, một dòng họ quý tộc ở Bohemia. Bà là con gái của thống chế người Áo Franz-Josef Graf Kinsky von Wchinitz und Tettau, mà đã chết trước khi bà sinh ra. Bà sống với mẹ là Sophie von Körner, trong giới quý tộc của Đế quốc Hung-Áo. Thở nhỏ bà học nhiều sinh ngữ, chơi dương cầm và được đi du lịch nhiều. Vì mẹ ham chơi bị phá sản, bị bần cùng hóa, bà phải làm cô giáo kèm trẻ tại tư gia ở Viên từ năm 1873 cho 4 người con gái của gia đình quý tộc doanh nghiệp Suttner về nhạc và sinh ngữ.
Trong thời gian này bà có quan hệ tình cảm với người con trai út của gia đình này, Arthur Gundaccar Freiherr von Suttner, mà nhỏ hơn bà 7 tuổi, nhưng gia đình này chống đối. Họ đã kiếm giúp bà một công việc là thư ký riêng kiêm quản gia cho Alfred Nobel 1876 tại Paris nơi ông đang cư trú. Tuy nhiên bà chỉ làm trong 2 tuần lễ, rồi trở về Viên, khi Nobel được vua Thụy Điển gọi về nước, để âm thầm kết hôn với Arthur vào ngày 12.6.1876 không được sự đồng ý của cha mẹ bên chồng.

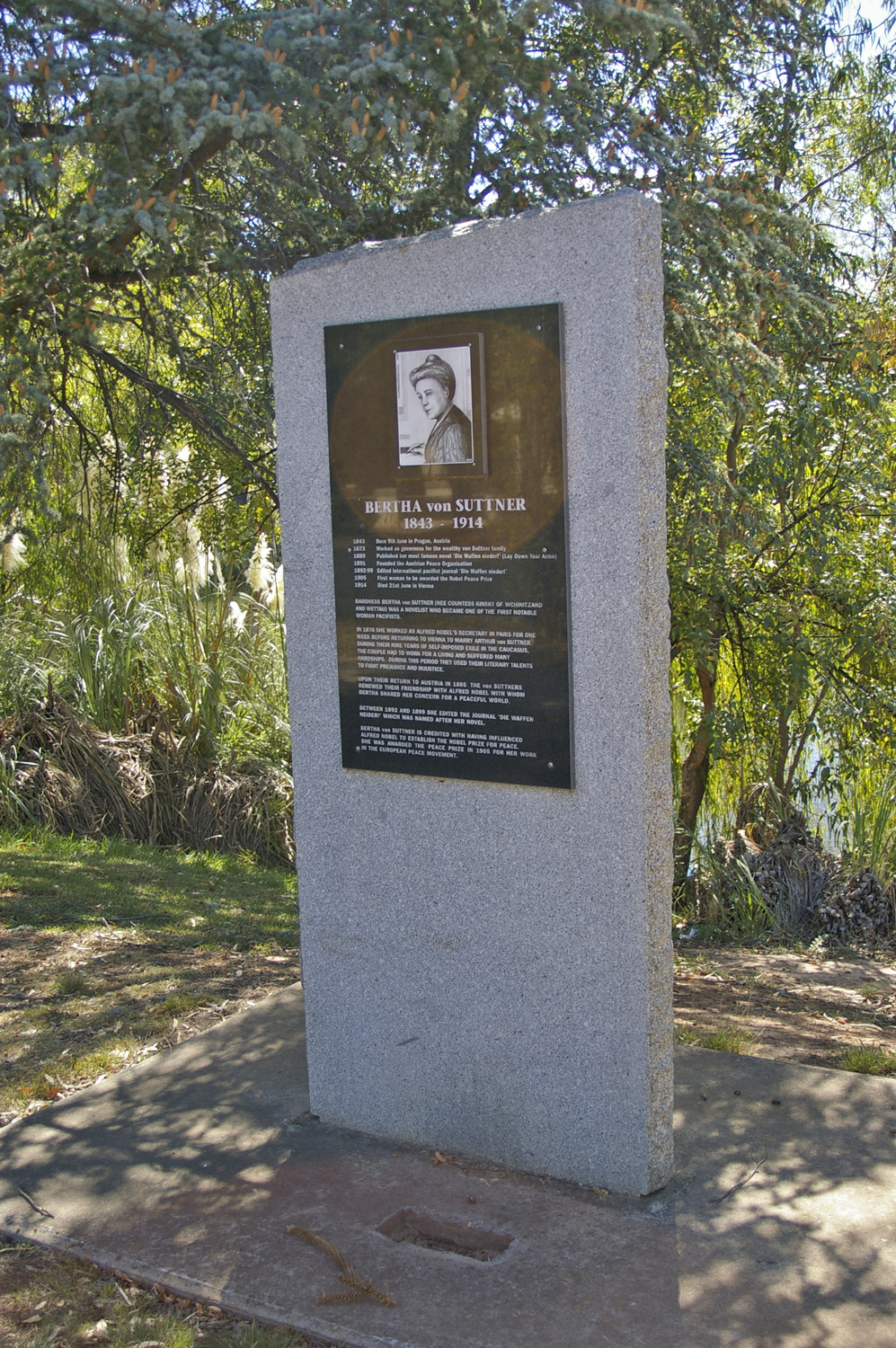
Bertha von Suttner Monument ở Wagga Wagga, New South Wales, Úc.

 Vì đó Arthur Suttner không được cho thừa hưởng gia sản, cả hai di cư trên 8 năm, từ 1876 tới 1885, sang vùng Kaukasus ở Gruzia nơi nữ công tước Ekatarina Dadiani von Mingrelien sống. Ở đó cả hai sống với điều kiện tài chính khó khăn và phải đi làm việc để sống. Bertha kiếm tiền bằng nghề dạy sinh ngữ, viết tiểu thuyết và dịch sách báo. Arthur vẽ các mô hình và các mẫu giấy tường.
1877 khi cuộc chiến tranh Nga-Thổ bắt đầu, Arthur thành công trong việc viết bài tường thuật về cuộc chiến, cũng như về đất nước và người dân nơi ông ở cho các báo chí tiếng Đức. Năm 1885 họ cùng nhau trở về Viên, làm hòa với gia đình và dọn về lâu đài của gia đình ở Harmannsdorf (xã Burgschleinitz-Kühnring) ở Hạ Áo.
Suttner trở thành nhân vật hàng đầu của phong trào Hòa bình khi bà phát hành tiểu thuyết đấu tranh cho hòa bình Die Waffen nieder! ("Hãy hạ vũ khí!") năm 1889 và thành lập một Tổ chức Hòa bình Áo vào năm 1891. Bà nổi tiếng quốc tế như một biên tập viên của nhật báo theo chủ nghĩa hòa bình quốc tế Die Waffen nieder!, từ năm 1892 tới năm 1899. Lòng yêu chuộng hòa bình của bà là do ảnh hưởng bởi các tác phẩm của Henry Thomas Buckle, Herbert Spencer và Charles Darwin.
Mặc dù quan hệ tiếp xúc cá nhân giữa bà với Alfred Nobel là ngắn ngủi, nhưng bà vẫn trao đổi thư từ với ông cho tới khi ông qua đời năm 1896, và người ta tin rằng bà đã ảnh hưởng phần lớn tới quyết định lập thêm một "Giải Hòa bình" vào trong số các giải đặt ra theo nguyện vọng của ông, và chính bà đã được trao tặng giải Nobel Hòa bình này vào năm 1905.
Có một phim mang tên Die Waffen nieder của Holger Madsen và Carl Theodor Dreyer do "Hãng phim Bắc Âu" (Nordisk Films Kompagni) sản xuất năm 1914.

## Các tiền kim loại và tem thư tưởng niệm
- Bertha von Suttner vừa được chọn làm chủ đề chính cho đồng euro có giá trị cao dành cho người sưu tập: các đồng 2008 Europe Taler. Mặt trái của đồng tiền là hình các nhân vật quan trọng trong lịch sử châu Âu, trong đó có Bertha von Suttner. Cùng xuất hiện trên đồng tiền kim loại này còn có Martin Luther (tượng trưng cho sự quá độ từ thời Trung cổ tới thời hiện đại); Antonio Vivaldi (tiêu biểu cho sự quan trọng của đời sống văn hóa châu Âu); và James Watt (đại diện cho việc kỹ nghệ hóa châu Âu, người phát minh máy chạy bằng hơi nước đầu tiên ở thế kỷ thứ 18).
- Bà được mô tả trên đồng 2 euro kim loại của Áo, và được in hình trên tiền giấy 1.000 schilling của Áo cũ.
- Bà cũng được tưởng niệm trên tem thư năm 2005 của Đức.